# 葉門猶太人
葉門猶太人（希伯來語：‎，阿拉伯语：‎, ）指如今或曾經生活在葉門的猶太人，也可指代葉門猶太人社群的後裔。在1949年6月至1950年9月之間的魔毯行動中，約有47,000名葉門猶太人被空運到以色列。在葉門遭受幾波迫害後，大多數葉門猶太人現在生活在以色列，而在美國和其他地方也存在較小規模的葉門猶太人社區，而也門國内則僅剩下零星少數（2022年時僅剩1人）。這些剩下的猶太人每天都會經受激烈的，甚至是暴力的反猶太主義的意識形態攻擊。
在葉門，有些猶太人的血統可以追溯到猶大，部分還可以追溯到便雅悯，而其他部分則可以追溯到利未和流便。關於猶太人到達阿拉伯南部各個地區的報導和傳統很多。一種傳統說法是所羅門國王派遣猶太商隊前往也門尋找黃金和白銀，用來裝飾他在耶路撒冷的所罗门聖殿。1881年，法國駐也門副領事館曾致信以色列民族大學聯盟的領導人，稱他在阿拉伯歷史學家阿布·菲達撰寫的書中讀到，猶太人於公元前1451年便已定居葉門。 另一種傳統說法是，在示巴女王拜訪所羅門國王之後，葉門部落便皈依了猶太教。薩那派猶太人存在其祖先在第一聖殿（所罗门聖殿）被毀的42年前便已定居在也門的傳統説法。據說在耶利米的帶領下，包括祭司和利未人在内的大約75,000名猶太人前往也門。還有一種説法是以斯拉以天条令狀的名義將不服從命令的猶太人驅逐到葉門，但這種説法受到當今以色列的葉門聖賢的強烈譴責。
葉門猶太人有三個主要群體，分別是巴拉迪族（英語：Baladi）、沙米族（英語：Shami）以及邁蒙尼教派（英語：Maimonideans）。由於受到葉門原始傳統的各自影響（主要基於邁蒙尼德的作品以及自17世紀開始影響力漸升的《光輝之書》和艾薩克·盧里亞所體現的卡巴拉傳統），這些群體之間存在較明顯的傳統差異。
葉門猶太人有獨特的宗教傳統，而這些傳統與阿什肯納茲猶太人、瑟法底猶太人和其他猶太人群體的傳統區別較大。但葉門猶太人也因此得名“所有猶太人中最貼近猶太的人”。儘管葉門猶太人與以色列的米茲拉希族群的總體趨勢有所區別（後者或多或少經受過全部或部分希伯来文化和塞法迪禮拜儀式的同化過程），但葉門猶太人通常還是會被描述為隸屬於米茲拉希猶太人。雖然葉門猶太人的沙米子群確實採用了受希伯来文化影響的禮拜儀式，但在很大程度上要歸功於强制措施，而這些措施并沒有反映出人口或文化的轉變。葉門猶太人和講阿拉姆語的庫爾德猶太人是現今唯二維護在希伯來和阿拉姆塔格姆的猶太會堂中閱讀律法的傳統的社群。